# Elana Hill
Elana Hill, zimbabvejska veslačica, * 28. maj 1988, Harare.
Hillova je za Zimbabve nastopila na Poletnih olimpijskih igrah 2008 v Pekingu, kjer je v enojcu osvojila 25. mesto.
Elana Hill je obiskovala osnovno šolo Bishopslea v Harareju, z veslanjem pa se je začela ukvarjati v srednji šoli Arundel v Harareju. Po srednji šoli se je vpisala na Univerzo v Pretoriji.
Njen največji uspeh do leta 2009 je bilo peto mesto na Mladinskem svetovnem prvenstvu v veslanju 2006